# HK MŠK Indian Žiar nad Hronom
HK MŠK Žiar nad Hronom (celým názvem: Hokejový klub mestský športový klub) je klub ledního hokeje, sídlící ve slovenském městě Žiar nad Hronom.

## Historie
Počátky ledního hokeje v Žiaru nad Hronom sahají do let 1952-53, kdy nadšení některých mladých lidí pro tento sport vedlo k založení hokejového týmu. Vzniklé družstvo mužů soutěžilo v rámci okresu a kraje. Celá organizační práce byla založena na několika dobrovolných funkcionářích a samotných hráčích, kteří si sami připravovali led a osvětlení. Zpočátku se hrálo na starém hřišti u potoka, později v areálu I. ZDŠ, poté v parku na místě současných tenisových kurtů a nakonec na místě současného zimního stadionu. Po skončené sezoně 2008/2009 přišla zpráva z vedení klubu o konci hokeje v Žiaru nad Hronom a zániku klubu včetně mládeže. Obnovení klubu přišlo v roce 2019.
MŠK Žiar nad Hronom působil v letech 2000-2009 a 2019-2021 ve 2. hokejové lize. Před sezonou 2021-2022 se druhá nejvyšší soutěž rozšířila z 10 na 12 účastníků, MŠK Žiar nad Hronom zažádal o přihlášku do první ligy, SZLH schválil jejich přijetí do soutěže a MŠK Žiar nad Hronom se dohodl na spolupráci s klubem HKm Zvolen.

## Přehled ligové účasti
Stručný přehled
- 2000-2009 : 2. slovenská hokejová liga (3. ligová úroveň ve Slovensku)
- 2019-2021 : 2. slovenská hokejová liga (3. ligová úroveň ve Slovensku)
- 2021 : 1. slovenská hokejová liga (2. ligová úroveň ve Slovensku)

Jednotlivé ročníky
| Slovensko (2000–2009) a (2019–) |                     |           |          |                                                              |              |
| Sezóny                          | Soutěž              | Úroveň    | ZČ       | Play-off, nadstavba, sk. o udržení...                        | Poznámky     |
| 2000/2001                       | 2. liga - sk. západ | 3. úroveň | 5. místo |                                                              |              |
| 2001/2002                       | 2. liga - sk. západ | 3. úroveň | 3. místo |                                                              |              |
| 2002/2003                       | 2. liga - sk. západ | 3. úroveň | 2. místo |                                                              |              |
| 2003/2004                       | 2. liga - sk. západ | 3. úroveň | 5. místo |                                                              |              |
| 2004/2005                       | 2. liga - sk. západ | 3. úroveň | 2. místo |                                                              |              |
| 2005/2006                       | 2. liga - sk. západ | 3. úroveň | 3. místo |                                                              |              |
| 2006/2007                       | 2. liga - sk. západ | 3. úroveň | 5. místo | Nadstavba sk. západ (5. místo)                               |              |
| 2007/2008                       | 2. liga - sk. západ | 3. úroveň | 6. místo | Nadstavba sk. západ (6. místo)                               |              |
| 2008/2009                       | 2. liga - sk. západ | 3. úroveň | 5. místo | Nadstavba sk. západ (5. místo)                               |              |
| V letech 2009–2019 zánik klubu. |                     |           |          |                                                              |              |
| 2019/2020                       | 2. liga - sk. A     | 3. úroveň | 2. místo | Semifinále (prohra 1:3 na zápasy s HKM Rimavská Sobota)      |              |
| 2020/2021                       | 2. liga - sk. A     | 3. úroveň | –        | sezóna zrušena kvůli pandemii covidu-19                      | Reorganizace |
| 2021/2022                       | 1. liga             | 2. úroveň | 9. místo | Předkolo (prohra 1:3 na zápasy s HK Gladiators Trnava)       |              |
| 2022/2023                       | 1. liga             | 2. úroveň | 9. místo | Semifinále (prohra 2:4 na zápasy s Vlci Žilina)              |              |
| 2023/2024                       | 1. liga             | 2. úroveň | 8. místo | Čtvrtfinále (prohra 1:4 na zápasy s Vlci Žilina)             |              |
| 2024/2025                       | 1. liga             | 2. úroveň | 2. místo | Čtvrtfinále (prohra 2:4 na zápasy s HK 95 Považská Bystrica) |              |

Legenda: ZČ - základní část, červené podbarvení - sestup, zelené podbarvení - postup, fialové podbarvení - reorganizace, změna skupiny či soutěže

## Významní hráči
- Marek Uram
- Jozef Stümpel